# テムル (ジョチ家)
テムル・ハン（تيمور خان tīmūr khān、? - 1412年）は、バトゥ家断絶後のジョチ・ウルスのハン。トカ・テムル系ノムカン王家の出で、先代のボラト・ハンの弟にあたる。
マングト部のエディゲによって推戴された傀儡ハンの一人。

## 概要
テムルはジョチの十三男トカ・テムルの末裔で、トカ・テムルの孫のノムカンを始祖とする「ノムカン家」の出身であった。ノムカン家のテムル・ベクはオロス・ハンの没後にオルダ・ウルスでハンに即位しており、テムル・ベクの子のテムル・クトルクの子がテムルとなる。
テムル・ベクはトクタミシュ・ハンに敗れて亡くなり、トクタミシュはジョチ・ウルスの再統一を達成するも、南方のティムールと対立して没落した。トクタミシュの没落後に台頭してきたのがマングト部のエディゲで、エディゲはテムル・クトルク/シャディ・ベク/ボラトらを擁立し、バトゥ・ウルスの大部分を支配した。
ボラトが息子を残さず急逝した後に擁立されたのがその弟のテムルで、ハーフェズ・アブルーの『諸史精髄』によるとテムル・ハンはヒジュラ暦813年（1410年-1411年）に即位したという。しかし、テムルはエディゲによって実権を奪われている現状を快く思わず、ヒジュラ暦814年初め（1411年）にエディゲを攻撃し、エディゲはホラズム地方に逃れざるをえなくなった。
しかし、エディゲの後ろ盾がなくなると今度はトクタミシュの遺児のジャラールッディーンが勢力を盛り返し、1412年にジャラールッディーンの攻撃によってテムル・ハンは殺された。こうして、ジャラールッディーンによって4代ぶりにトクタミシュ家が王位を奪還することになったが、エディゲもすぐに勢力を復活させて新たにチェキレをハンに推戴した。

## トカ・テムル系ノムカン王家
- ジョチ(Jöči ＞朮赤/zhúchì,جوچى خان/jūchī khān)
  - トカ・テムル(Toqa temür ＞توقا تیمور/tūqā tīmūr)
    - キン・テムル(Kin temür ＞کين تيمور/kīn tīmūr)
      - アバイ(Abai ＞اباي/abāy)
        - ノムカン(Nomuqan ＞نومقان/nūmuqān)
          - クトルク・テムル(Qutluq temür ＞قتلق تيمور/qutluq tīmūr)
            - テムル・ベク・ハン(Temür beg qan ＞تيمور بيک خان/tīmūr bīk khān)
              - テムル・クトルク・ハン(Temür qutluq qan ＞تيمور قتلق خان/tīmūr qutluq khān)
                - ボラト・ハン(Bolad qan ＞بولاد/būlād)
                - テムル・ハン(Temür qan ＞تيمور خان/tīmūr khān)
                  - クチュク・ムハンマド(Küčük muḥammad qan ＞کوچوک محمد/kūchūk muḥammad)
                    - マフムード・ハン(Maḥmūd qan ＞محمود خان/maḥmūd khān)⇒アストラハン・ハン国
                    - アフマド・ハン(Aḥmad qan ＞احمد خان/aḥmad khān)⇒大オルダ

            - クトル・ベク(Qutlu beg ＞قوتلو بيک/qūtlū bīk)
              - シャディ・ベク・ハン(Šadi beg qan ＞شادی بيک خان/shādī bīk khān)